# Dorfkirche Hennickendorf (Nuthe-Urstromtal)

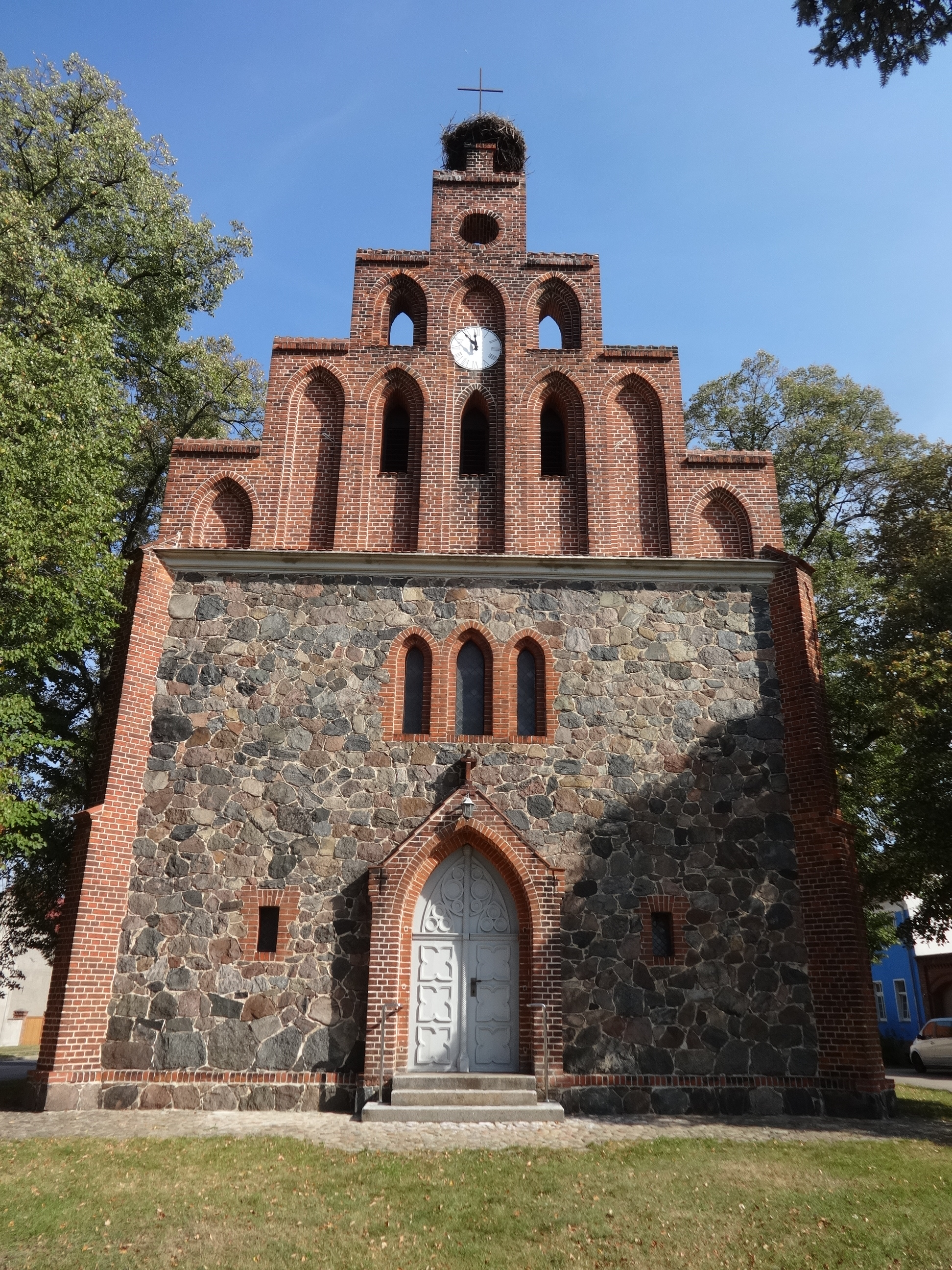
Dorfkirche in Hennickendorf

Die evangelische Dorfkirche Hennickendorf ist eine neugotische Feldsteinkirche in Hennickendorf, einem Ortsteil der Gemeinde Nuthe-Urstromtal im Landkreis Teltow-Fläming in Brandenburg. Sie gehört zum Evangelischen Kirchenkreis Zossen-Fläming der Evangelischen Kirche Berlin-Brandenburg-schlesische Oberlausitz.

## Lage
Das Bauwerk steht auf dem Dorfanger an der Hennickendorfer Hauptstraße im alten Zentrum des Dorfes auf einer kleinen Anhöhe.

## Geschichte
Die Ortschaft Hennickendorf wurde erstmals 1307 in einer Urkunde erwähnt und leitet sich vermutlich von einem Lokator Henning oder Hennig her. Aus dem Jahr 1342 ist ein Vorgängerbau St. Nikolai überliefert, der vermutlich von den Zisterziensern errichtet wurde, die von 1307 bis 1553 die Herrschaft über das Gebiet innehielten. 1851 wurde die Kirche wie auch die Hälfte des Ortes bei einem Brand zerstört.
In den Jahren 1856 bis 1858 errichtete die Kirchengemeinde einen Neubau nach einem Typenentwurf, der auf Friedrich August Stüler zurückgeht. Am 1. Juni 1900 schlug ein Blitz in das Kreuz auf dem Westturm ein und zerstörte einen Teil der Feldsteinwand sowie der Inneneinrichtung. Im Zweiten Weltkrieg musste die Gemeinde von den ursprünglich drei Glocken zwei im Zuge einer Metallspende des deutschen Volkes abgeben. Sie wurden eingeschmolzen und gingen damit verloren. Von 1960 bis 1970 veränderte die Gemeinde erneut den Innenraum und stattete ihn neuzeitlich aus. 2010 erfolgte ein erneuter Umbau, bei dem eine Winterkirche installiert wurde.

## Baubeschreibung

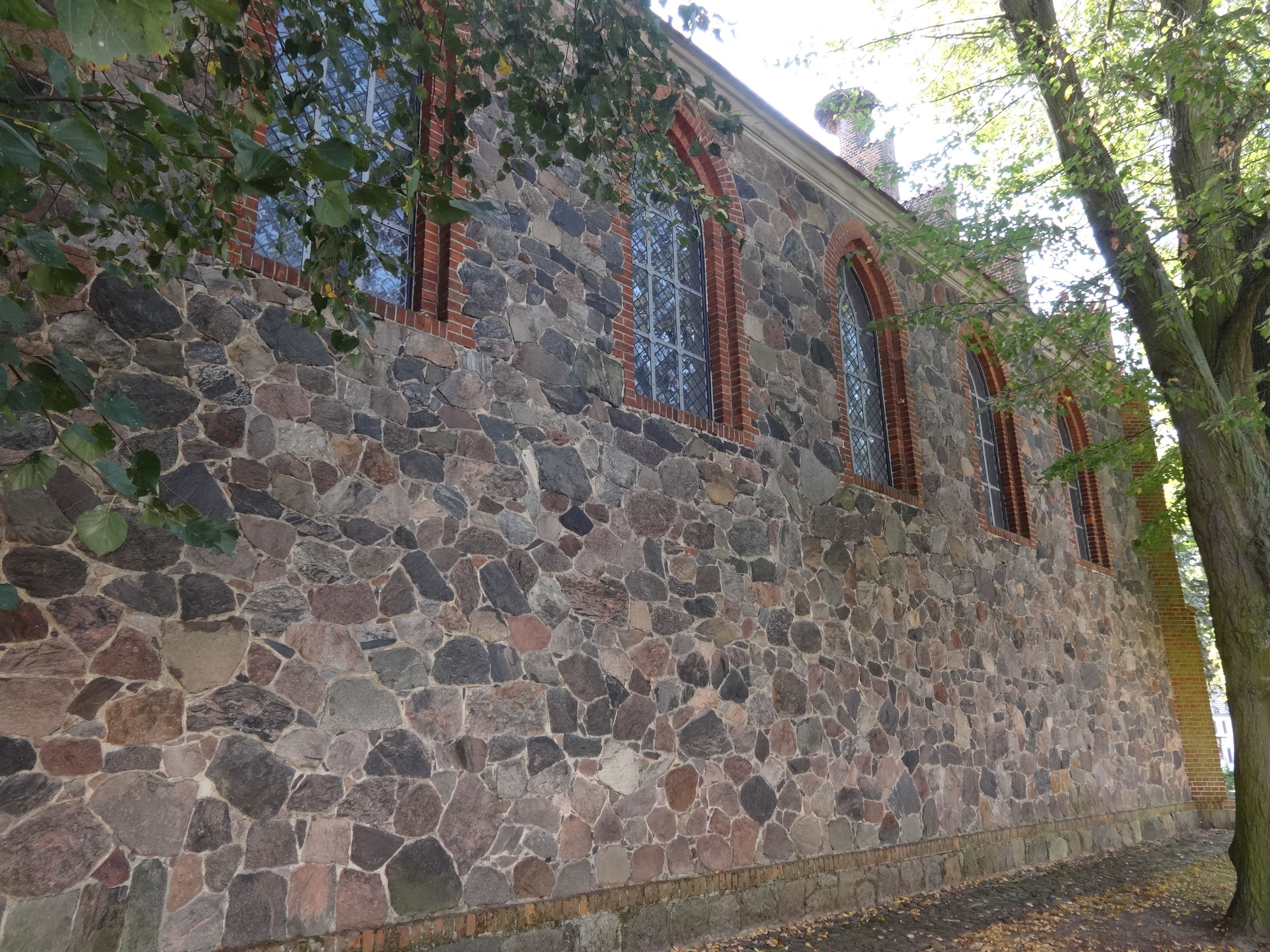
Nordseite des Kirchenschiffs

Der eingezogene Chor wurde aus ungleichmäßig geschichteten und unbehauenen Feldsteinen mit einem Fünfachtelschluss errichtet. Die zweifach getreppten Strebepfeiler sind aus rötlichem Backstein errichtet und betonen die Form des Bauwerks. Gleiches gilt für die drei spitzbogenförmigen, mit farbigem Kunstglas gestalteten Fenster im Chor, deren Laibung auf dieselbe Art hervorgehoben wurde. Oberhalb des mit schwarzem Schiefer gedeckten Pyramidendachs ist ein aus Backstein errichteter Staffelgiebel mit sieben Blenden, von denen die beiden mittleren geöffnet sind. Dazwischen befindet sich eine Turmuhr mit schwarzen Zeigern und einem weißen Ziffernblatt, die von einer kreisrunden Öffnung im obersten Staffelgiebel bekrönt wird. Der Sockel des Chors, wie auch des Kirchenschiffs ist ebenfalls aus unbehauenem Feldstein errichtet. Ob es sich dabei um das Fundament eines Vorgängerbaus handelt, ist nicht überliefert.
An der Nord- und Südseite des Kirchenschiffs dominieren die massiven Feldsteinwände. Die ebenfalls spitzbogenförmigen Fenster sind achssymmetrisch angeordnet und ausgesprochen hoch gesetzt. Auch sie sind mit rötlichem Backstein eingefasst.
Der Zugang zum Bauwerk erfolgt über die Westseite, die im unteren Bereich ebenfalls aus Feldstein errichtet wurde. Zweifach getreppte Strebepfeiler an den Ecken betonen auch hier die Umrisse des Sakralbaus. Über drei Stufen kann das Westportal erreicht werden, das aus einer doppelflügeligen, spitzbogenförmigen Tür besteht, die in einem kleinen Vorbau mit einem darüber angebrachten Kreuz eingefasst wird. Links und rechts des Portals ist je ein kleines, rechteckiges Fenster. Oberhalb des Portals sind drei, im Vergleich zu den übrigen Fenstern, deutlich kleinere, gekuppelte Öffnungen. Ein Gesims trennt das Turmgeschoss vom Unterbau. Analog zur Chorseite wurde auch hier ein Blendengiebel mit Klangarkaden und einer Turmuhr errichtet.

## Ausstattung
Die Ausstattung ist neuzeitlich. Das Bleiglasfenster im Chorschluss zeigt Jesus Christus. Das Bauwerk ist in seinem Innern flach gedeckt und besitzt eine Westempore.